# Jenny Everywhere
Jenny Everywhere, también conocida como "The Shifter", es un personaje de código abierto con licencia gratuita, creado por el dibujante de cómics canadiense Steven Wintle. El personaje fue codesarrollado por miembros de la comunidad en línea de Barbelith.
Jenny Everywhere se creó específicamente cuando sus creadores no pudieron encontrar ningún otro personaje verdaderamente de código abierto o de dominio público. Se la describe como existente en cada realidad y capaz de cambiar entre realidades. Esto le da al personaje la capacidad de insertarse en la continuidad de cualquier trabajo existente o nuevo, como varios cómics y webcomics. El concepto también puede extenderse a otros medios.

## Concepción
Sobre la creación del personaje, Steven Wintle la describió diciendo:
Tiene el pelo corto y oscuro. Por lo general, usa gafas de aviación en la parte superior de la cabeza y un pañuelo alrededor del cuello. De lo contrario, se viste con ropa cómoda. Ella es de tamaño medio y tiene una buena imagen corporal. Tiene mucha confianza y carisma. Parece ser asiática o nativa americana, además tiene lista una sonrisa.
Continuó describiéndola como "si Tintín escuchara a Le Tigre y se uniera a los Cuatro Fantásticos. Es excitable, apasionada, atenta, curiosa y cariñosa. Al igual que la Capitana Marvel, ella es una niña realmente poderosa". La creación de Jenny se inspiró en parte en Octobriana.

## Licencia
Los creadores del personaje insisten en que cualquier trabajo que la involucre debe incluir el siguiente texto: "El personaje de Jenny Everywhere está disponible para su uso por cualquier persona, con una sola condición: este párrafo debe incluirse en cualquier publicación que involucre a Jenny Everywhere, para que otros puedan utilizar esta propiedad como deseen. Todos los derechos revertidos". Esto no significa que todo en Jenny Everywhere sea de uso gratuito y sin derechos de autor, y las personas aún pueden mantener los derechos de autor sobre sus propios personajes únicos y el estilo, la historia, las ilustraciones y el título de los personajes. La parte "Todos los derechos revertidos" se refiere al nombre del personaje, sus características y la idea del personaje no tiene derechos de autor, ya que Jenny Everywhere "pertenece a todos".
Dado que Jenny Everywhere es un personaje de cultura libre sin un sitio o publicación oficial, los creadores de cualquier historia que involucre a The Shifter deben decidir si quieren vincularse a la continuidad del trabajo de otras personas o no. Por ejemplo; En la historia de Alex Hernandez Soulless Mate, un personaje prominente es uno de los novios de Jenny de la historia de My Bloody Valentine. En la historia de otro escritor, esta conexión puede no haber ocurrido.

### Historias y apariciones
La mayoría de las historias de Jenny Everywhere existen estrictamente como webcomics, y muchas tenían un tema de ciencia ficción o superhéroes. En 2003, Nelson Evergreen y Joe Macaré habían realizado una autoedición limitada de 50 unidades de sus historias, Name's Not Down y Damn Fine Hostile Takeover.El personaje de Jenny Everywhere no se ha limitado a historias independientes, y ha aparecido en varios webcomics existentes como cameos y crossovers .
Jenny apareció como presentadora de los Web Cartoonists 'Choice Awards 2008, presentando la categoría de Interpretación de personajes sobresalientes.
Existen varios personajes derivados de código abierto en el universo de Jenny Everywhere, que incluyen:
- Jimmy Wherever, también conocido como el Shiftee, un hombre canadiense sin energía que es el novio de Jenny y puede saltar las realidades tomándola de la mano.
- Jenny Somewhere, un clon de Jenny que tiene una réplica imperfecta de sus poderes que la deja en peligro a veces.
- Jenny Anywhere, una mujer que puede cambiar de dimensión pero no viajar en el tiempo y que a veces es rival de Jenny Everywhere.
- Jimmy Anytime, un clon de Jimmy Wherever que originalmente fue creado para capturar a Jenny Anywhere, pero finalmente se convirtió en su novio.
- Johnny Everywhere, un devoto de Jenny Everywhere que a veces también se conoce como The Shifter.

## Concursos
También ha habido varias tiras únicas en las que ha aparecido como entradas para los concursos de Strip Fight, un sitio web que alberga concursos bimensuales en los que se invita a las personas a crear una sola tira cómica, basada en un tema determinado. Jenny Everywhere ha sido objeto de dos concursos diferentes de Strip Fight en 2004 y 2007.
En 2008, The Shifter Archive y WAGON Webcomic Battle organizaron un concurso de dibujo sobre el tema de Jenny Everywhere. Los participantes debían competir por una de las tres tarjetas de juego oficiales de Jenny Everywhere que se utilizarán en el juego de cartas coleccionables WAGON Webcomic Battle. El tercer lugar fue otorgado a Zack Holmes, cuya carta se colocó dentro del Beta Deck. El segundo lugar fue otorgado a Jacob Burrows, cuya carta se colocó en la baraja Alpha. El primer lugar fue otorgado a Benj Christensen, cuya tarjeta se consideró una Tarjeta Rara y Promocional. Estas tarjetas se publicaron en noviembre de 2008.

## Respuesta de la crítica
Después de varios webcomics completos y el lanzamiento original de jennyeverywhere.com, The Shifter recibió muchos elogios en comunidades de nicho en línea. El personaje fue reconocido en la edición de septiembre de 2003 de la publicación canadiense de Exclaim!, que describió al personaje como "nacido en una colosal explosión de energía como muchos de sus primos con derechos de autor, pero a diferencia de Superman o Hulk, ella pertenece totalmente al pueblo".